# Lukov (okres Bardejov)
Lukov je obec na Slovensku v okrese Bardejov, k níž od roku 1943 patří původně samostatná obec Venécia. Žije v něm 652 obyvatel (včetně Venécie). První písemná zmínka o Lukovu pochází z roku 1264. Ve vsi stojí klasicistní řeckokatolický památkově chráněný chrám Ochrany Přesvaté Bohorodičky z roku 1800. Do katastrálního území obce zasahuje část přírodní rezervace Livovská jelšina.